# Королёв, Владислав Вячеславович
Владисла́в Вячесла́вович Королёв (род. 27 мая 1960) — советский легкоатлет, специалист по метанию копья. Наивысших успехов добился в 1980-х годах, серебряный и бронзовый призёр чемпионатов СССР, многократный призёр первенств всесоюзного значения. Представлял Ленинград и спортивное общество «Труд». Тренер по лёгкой атлетике.

## Биография
Владислав Королёв родился 27 мая 1960 года. Занимался лёгкой атлетикой в Ленинграде, выступал за добровольное спортивное общество «Труд».
Впервые заявил о себе в метании копья июне 1983 года, когда на соревнованиях в Москве с результатом 81,92 занял пятое место.
В июле 1984 года на турнире в Москве метнул копьё на 82,04 метра и стал шестым. В сентябре на чемпионате СССР в Донецке завоевал бронзовую награду, уступив только Виктору Евсюкову и Юрию Смирнову, и установил свой личный рекорд с копьём старого образца — 85,80 метра.
В феврале 1985 года на зимнем чемпионате СССР по метаниям в Адлере с результатом 84,18 стал серебряным призёром — здесь его обошёл лишь Юрий Новиков.
Окончил Государственный институт физической культуры имени П. Ф. Лесгафта. Впоследствии работал тренером-преподавателем в Школе высшего спортивного мастерства по лёгкой атлетике в Санкт-Петербурге.